# 최세진 (조선)
최세진(崔世珍, 1468년~1542년 2월 24일(음력 2월 10일))은 조선 연산군과 중종때 활동한 어문학자이자 당대 최고의 중국어·운서 연구의 대가였다. 연산군 때 문과에 급제하였으며 중국어와 이문(吏文)에 능통하여 외교 문서를 도맡아 처리하였으며 사신의 내방에 중요 역할을 했다. 《훈몽자회》를 편찬하고 이책에 한글의 자모를 표기하여 한글의 보급과 발전에 크게 기여하였다. 저서는 《사성통해》,《이문집람》, 《언해효경》등이 있다.

## 생애

### 어린이 문자 학습서 훈몽자회 간행
본관은 괴산, 자는 공서(公瑞)이다. 아버지는 최발(崔潑)이며, 아내는 영천 이씨로 1495년(연산군 원년)에 태어나 1541년(중종 36년) 8월 20일(음력 7월 29일)에 사망했다. 1486년(성종 17년) 식년과 생원시에 입격하여 생원이 되고 음서로 관직에 올라 습독관(習讀官)으로 재직 중 1503년(연산군 9년) 별시문과에 병과 2등으로 합격하였다. 1524년(중종 19년) 군자감정으로 있으면서 《친영의주》와 《책빈의주》등을 한글로 풀이하였다.
1527년에는 어린이 한자 학습서인 《훈몽자회》를 저술하여 간행하였다. 당시 한자 학습에 사용된 《천자문》등은 어려운 고사성어와 추상적인 개념들로 구성되어 있어 어린이들에게 어려웠다. 《훈몽자회》에는 일상에서 흔히 접할 수 있는 사물의 이름과 관련 글자들을 수록함으로 이런 문제를 해결하였다. 또한 이 책은 한글 자음·모음의 이름이 기록되어 있는 최초의 문헌이자 순서와 받침 등을 정리한 최초의 저술로 오늘날 한글연구에 좋은 자료가 되고 있다. 수록된 한자의 뜻과 음을 훈민정음을 사용해서 달아 놓았기 때문에 훈민정음(한글) 보급에도 일조 했으며, 오늘날에 이르러서는 훈민정음 고어(古語) 연구에 귀중한 자료가 되고 있다.

### 무관으로 공직 생활
질정관(質正官), 예빈시부정(禮賓寺副正), 군자감정(軍資監正) 등을 거쳐 절충장군충무위부호군(折衝將軍忠武衛副護軍), 첨지중추부사(僉知中樞府事), 오위장(五衛將), 상호군(上護軍), 승문원제조(承文院提調), 절충장군의흥위부호군(折衝將軍義興衛副護軍) 등을 역임했다. 1530년 첨지중추 부사로서 《황극경세서집람》을 지어 왕에게 바쳤다. 1539년 부호군으로 《대유대주의》와 《황극경세서설》을 지어 바쳤다. 이것으로 승문원 제조로 품계가 올라갔다.

### 저명한 중국어 연구자
당대에 가장 뛰어난 중국어·운서(韻書) 연구의 대가였으며, 이문(吏文)에서도 독보적인 존재로서 사대문서(事大文書) 작성과 사신(使臣) 내방시 통역을 비롯한  중요한 역할을 잘 수행하여 왕의 신임을 얻었다. 그러나 중인(中人) 출신이었기 때문에 살아있을 때는 크게 우대 받지 못하였다. 그가 중인출신이라 때로는 당시 양반들의 비난과 공격을 받았다.
갑자사화(1504) 때 처형된 이세좌(李世佐)의 추천을 받은 일이 있어 전년도에 별시문과에 합격한 것이 취소되었다가 중국 사신의 통역을 잘한 공으로 번복되었다. 사역원(司譯院)의 역관(譯官)으로 명나라에 다닐 때 개인적으로 장사를 했다는 이유로 1509년(중종 4) 파면되었다. 내섬시정으로 있을 때 천한 노비를 궁중에 출입시켰다는 이유로 예빈시 부정(禮賓寺副正)으로 강등되었다. 1518년 주청사(奏請使)의 질정관(質正官)으로 명나라에 갔을 때 명의 조선에 대한 채녀(採女) 정보를 입수, 본국에 알린 것이 정보 누설죄로 논란이 되었던 적도 있다. 그 때마다 중종은 대간의 주장을 윤허하지 않았고, 좌의정 남곤(南袞) 등의 변호로 고비를 넘겼다.
40여 년에 걸쳐 17종의 저술을 남겼다. 대표적인 저서로 《경성지》, 《여효경》, 《사성통해》, 《소학편몽》, 《운회옥편》등이 있다. 최종 관직은 동지중추부사 겸 오위장에 이르렀다.

## 같이 보기
- 한국의 역사
- 훈몽자회
- 훈민정음
- 세종

## 참고 자료
- 《국조방목》
- 《국조문과방목》
- 《연산군일기》
- 《중종실록》
- 《탁영연보》
- 〈최세진 묘지〉(과천시·과천문화원, 《과천시지6: 자료집》, 과천시지편찬위원회, 2007, 120쪽)
- <괴산최씨 세보>

## 전기 자료
- 송인, 《이암유고》 권8, 동지중추부사 최공 묘비음기
- 〈최세진 묘지〉(과천시·과천문화원, 《과천시지6: 자료집》, 과천시지편찬위원회, 2007, 120쪽)